# 史善载
史善载（1768年—1843年），清朝乾嘉道年间武将，以镇守甘肃知名。

## 家族
字叔輿，號松舟，又名史善戰，祖籍浙江宁波府鄞县，家族出自东钱湖史氏，为南宋宰相忠定王史浩之二十一世嫡孙。家族曾移籍山阴（即浙江绍兴），故有作山阴人，实为余姚（原属绍兴府，今属宁波），《余姚半霖史氏宗谱》中有载；又作宛平人，是为寄籍，因清史档案载寄籍直隸省順天府宛平縣，今为北京市东城区，余姚宗谱作《史氏余姚宛平小宗支谱》。祖史振常，父史謙在乾隆年间任凤山典史、恤云骑尉。子有史致蕃、史致昌、史致康、史大梁，其中史致康在同治年间任成都知府，诰授资政大夫、晋授荣禄大夫。孙史悠咸为光绪内阁中书，曾孙史久瑜为民国国学家，玄孙有史济生，上海知名律师。

## 履历
生于乾隆三十三年（1768年），乾隆年间世袭雲騎尉。嘉庆元年（1796年）至嘉庆九年（1804年）任直隸巡捕南營花兒市汛守備。嘉慶九年（1804年）至嘉慶十年（1805年），任北營德勝汛都司。嘉慶十年（1805年）至嘉慶十七年（1812年），任中營遊擊。嘉慶十七年（1812年）至嘉慶二十年（1815年），任南營參將。嘉慶二十年（1815年）至嘉慶二十五年（1820年），任中營副將。嘉慶二十五年（1820年）至道光八年（1828年），任甘肅寧夏鎮總兵。道光八年（1828年），南调任江西南贛鎮總兵。道光八年（1828年）至道光九年（1829年），复任甘肅寧夏鎮總兵， 署理和闐辦事大臣。道光九年（1829年），署理甘肅提督。道光九年（1829年）至道光十一年（1831年），因病奏請開缺調理。道光二十三年（1843年），逝世于京师，诰赠甘肃提督、振威将军（武官从一品）。

## 文献
- 《史善載列傳》[6]
- 清錢儀吉作《甘肅寧夏鎮總兵署和闐辦事大臣署甘肅提督史公墓碑》[7]